# 羅刹天

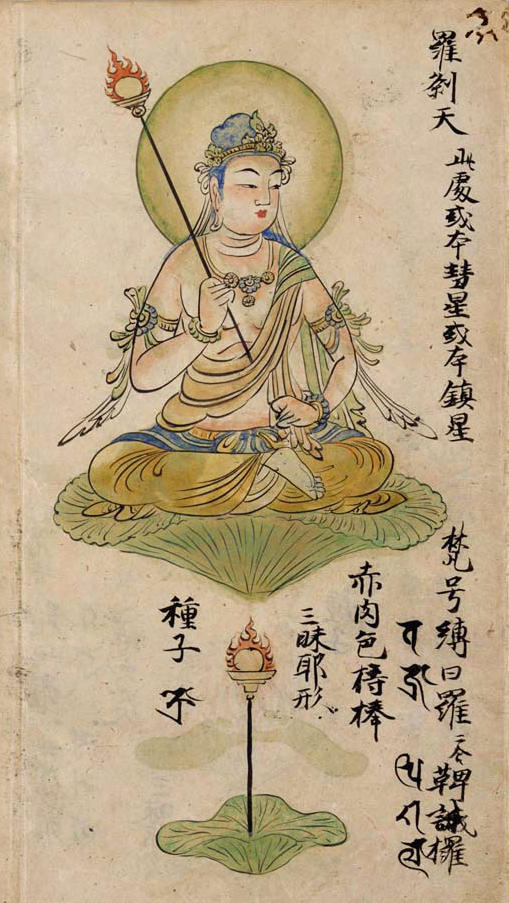
羅刹天画, 平安時代 (12世紀)

羅刹天（らせつてん、サンスクリット: Rākṣasaの音写）は、仏教の天部の一つ十二天に属する西南の護法善神。羅刹（らせつ）とも言う。

## 概説
羅刹とは鬼神の総称であり、羅刹鬼（らせつき）・速疾鬼（そくしつき）・可畏（かい）とも訳される。また羅刹天は別名涅哩底王（Nirrti-rajaの音写、ラージャは王で、ねいりちおう、にりちおう）ともいわれる。破壊と滅亡を司る神。また、地獄の獄卒（地獄卒）のことを指す時もある。四天王の一である多聞天（毘沙門天）に夜叉と共に仕える。
ヒンドゥー教に登場する鬼神ラークシャサが仏教に取り入れられたものである。その起源はヤクシャ同様、アーリア人のインド侵入以前からの木石水界の精霊と思われ、ヴェーダ神話では財宝の神クヴェーラ（毘沙門天）をその王として、南方の島、ランカー島（現在のスリランカ）を根城としていた。『ラーマーヤナ』ではクヴェーラの異母弟ラーヴァナが島の覇権を握り、ラークシャサを率いて神々に戦いを挑み、コーサラ国の王子ラーマに退治される伝説が語られている。概ねバラモン・ヒンドゥー教では人を惑わし食らう魔物として描かれることが多い。
仏教普及後は、夜叉と同様に毘沙門天の眷属として仏法守護の役目を担わされるようになる。十二天では「羅刹天」として西南を守護し、手にした剣で煩悩を断つといわれる。図像は鎧を身につけ左手を剣印の印契を結び、右手に刀を持つ姿で描かれる。全身黒色で、髪の毛だけが赤い鬼とされる。
中国以東では羅刹の魔物としての性格が強調され、地獄の獄卒と同一視されて恐れられることが多かった。10世紀の延暦寺の僧、源信著『往生要集』はその凄惨な地獄描写で有名だが、そこでも羅刹は亡者を責める地獄の怪物として描かれている。
羅刹の男は醜く、羅刹の女は美しいとされ、男を羅刹娑・羅刹婆（ラークシャサ、ラークシャス、ラクシャーサ、ラクシャス、ラクシャサ、ラクササ）、女を羅刹斯・羅刹私（ラークシャシー）・羅刹女（らせつにょ）という。また羅刹女といえば法華経の陀羅尼品に説かれる十羅刹女が知られるが、これとは別の十大羅刹女や八大羅刹女、十二大羅刹女として、それぞれ名称が挙げられており、さらに孔雀経では72の羅刹女の名前が列記されている。

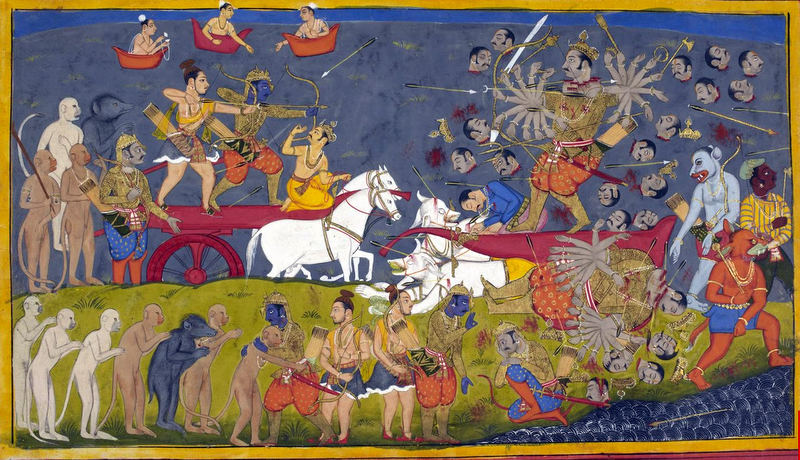
ラーヴァナとその眷属であるラークシャサ
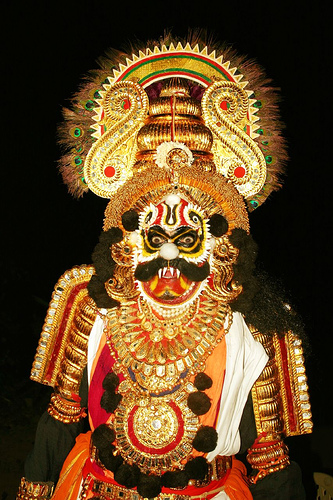
演劇上のラークシャサ（インド・カルナータカ州）
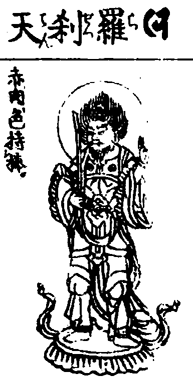
羅刹天。仏像図彙（1783年）より。

## 羅刹天が登場する古典文学
- 『西遊記』 - 敵の一人として羅刹女が登場する。
- 『聶小倩』 - 羅刹は長寿で、死ぬこともあるが、羅刹の骨の一片だけでもあると心肝が切り取られて死ぬとある。

## 主な羅刹天像一覧
- 愛知県・無量寺 - 羅刹天像（十二天の一）
- 京都府・法華寺 - 十羅刹女像